# 煉金術士 (短篇小說)
《煉金術士》（英語：The Alchemist）是美國作家霍華德·菲利普斯·洛夫克拉夫特的一篇短篇小說。這篇小說於1908年，洛夫克拉夫特17或18歲時創作，並於1916年11月份的《United Amateur》雜誌首次發表。

## 故事情節
這個故事由主角安東尼伯爵以第一人稱的方式講述。故事發生在數百年前，安東尼的貴族祖先負責殺死一位黑暗巫師Michel Mauvais。巫師的兒子查爾斯發誓要向他和所有後代報復，詛咒他們在達到32歲時死去。
主角回憶述說他的祖先們在大約32歲時都以某種神秘的方式死去。整個家族逐漸衰落，城堡的塔樓一個接一個地墜落而無人修復。最後，安東尼成為家族中唯一的存活者，只有一位名為皮埃爾的僕人撫養他長大，還有城堡的一小部分仍有一座塔樓可以使用。安東尼終究成年，他的32歲生日正在接近。
他的僕人最終去世，讓他完全孤獨一人，他開始探索城堡中毀損的部分。他在最古老的一部分發現了一個陷阱門。下面，他發現了一個通道，通道的盡頭有一扇鎖住的門。就在他轉身離開時，他聽到身後有聲響，並看到門打開了，有人站在門口。這個人試圖殺他，但安東尼先下手殺了他。這個人臨死前的話揭示了他的真實身份，他竟然就是查爾斯，他成功地製作出了長生不老藥，讓他能夠親自履行世世代代的詛咒。

## 改編
- 一部由史蒂文·菲利普·瓊斯撰寫，奧克塔維奧·卡列洛繪製的圖像小說改編作品最初於1991年由Malibu Graphics出版。它在2016年被Caliber Comics重新印刷成單獨的圖像小說，並成為Caliber的H·P·洛夫克拉夫特世界系列中的一部分。
- 藍牡蠣合唱團（英语：Blue Öyster Cult）的歌曲The Alchemist重新從巫師查爾斯的角度講述了這個故事。

## 外部連結
- 维基文库中的相關文獻：The Alchemist
- A collection of public domain H. P. Lovecraft short fiction - Standard Ebooks
- 列在網路推理小說資料庫中的《煉金術士 (短篇小說)》
- LibriVox中的公有领域有声书《The Alchemist》